# Unicodeblock Hatra-Schrift
Der Unicodeblock Hatra-Schrift (engl.: Hatran, U+108E0 bis U+108FF) enthält die Zeichen der Hatra-Schrift, einer in Hatra gefundenen linksläufigen Schrift des Altertums.

## Tabelle
| Unicodenummer   | Zeichen (400 %) | Kategorie                               | Bidirektionale Klasse              | Offizielle Bezeichnung    | Beschreibung                |
| --------------- | --------------- | --------------------------------------- | ---------------------------------- | ------------------------- | --------------------------- |
| U+108E0 (67808) | 𐣠               | anderer Buchstabe, Silbe oder Ideogramm | rechts nach links (nicht-arabisch) | HATRAN LETTER ALEPH       | Hatra-Buchstabe Aleph       |
| U+108E1 (67809) | 𐣡               | anderer Buchstabe, Silbe oder Ideogramm | rechts nach links (nicht-arabisch) | HATRAN LETTER BETH        | Hatra-Buchstabe Beth        |
| U+108E2 (67810) | 𐣢               | anderer Buchstabe, Silbe oder Ideogramm | rechts nach links (nicht-arabisch) | HATRAN LETTER GIMEL       | Hatra-Buchstabe Gimel       |
| U+108E3 (67811) | 𐣣               | anderer Buchstabe, Silbe oder Ideogramm | rechts nach links (nicht-arabisch) | HATRAN LETTER DALETH-RESH | Hatra-Buchstabe Daleth-resh |
| U+108E4 (67812) | 𐣤               | anderer Buchstabe, Silbe oder Ideogramm | rechts nach links (nicht-arabisch) | HATRAN LETTER HE          | Hatra-Buchstabe He          |
| U+108E5 (67813) | 𐣥               | anderer Buchstabe, Silbe oder Ideogramm | rechts nach links (nicht-arabisch) | HATRAN LETTER WAW         | Hatra-Buchstabe Waw         |
| U+108E6 (67814) | 𐣦               | anderer Buchstabe, Silbe oder Ideogramm | rechts nach links (nicht-arabisch) | HATRAN LETTER ZAYN        | Hatra-Buchstabe Zayn        |
| U+108E7 (67815) | 𐣧               | anderer Buchstabe, Silbe oder Ideogramm | rechts nach links (nicht-arabisch) | HATRAN LETTER HETH        | Hatra-Buchstabe Heth        |
| U+108E8 (67816) | 𐣨               | anderer Buchstabe, Silbe oder Ideogramm | rechts nach links (nicht-arabisch) | HATRAN LETTER TETH        | Hatra-Buchstabe Teth        |
| U+108E9 (67817) | 𐣩               | anderer Buchstabe, Silbe oder Ideogramm | rechts nach links (nicht-arabisch) | HATRAN LETTER YODH        | Hatra-Buchstabe Yodh        |
| U+108EA (67818) | 𐣪               | anderer Buchstabe, Silbe oder Ideogramm | rechts nach links (nicht-arabisch) | HATRAN LETTER KAPH        | Hatra-Buchstabe Kaph        |
| U+108EB (67819) | 𐣫               | anderer Buchstabe, Silbe oder Ideogramm | rechts nach links (nicht-arabisch) | HATRAN LETTER LAMEDH      | Hatra-Buchstabe Lamedh      |
| U+108EC (67820) | 𐣬               | anderer Buchstabe, Silbe oder Ideogramm | rechts nach links (nicht-arabisch) | HATRAN LETTER MEM         | Hatra-Buchstabe Mem         |
| U+108ED (67821) | 𐣭               | anderer Buchstabe, Silbe oder Ideogramm | rechts nach links (nicht-arabisch) | HATRAN LETTER NUN         | Hatra-Buchstabe Nun         |
| U+108EE (67822) | 𐣮               | anderer Buchstabe, Silbe oder Ideogramm | rechts nach links (nicht-arabisch) | HATRAN LETTER SAMEKH      | Hatra-Buchstabe Samekh      |
| U+108EF (67823) | 𐣯               | anderer Buchstabe, Silbe oder Ideogramm | rechts nach links (nicht-arabisch) | HATRAN LETTER AYN         | Hatra-Buchstabe Ayn         |
| U+108F0 (67824) | 𐣰               | anderer Buchstabe, Silbe oder Ideogramm | rechts nach links (nicht-arabisch) | HATRAN LETTER PE          | Hatra-Buchstabe Pe          |
| U+108F1 (67825) | 𐣱               | anderer Buchstabe, Silbe oder Ideogramm | rechts nach links (nicht-arabisch) | HATRAN LETTER SADHE       | Hatra-Buchstabe Sadhe       |
| U+108F2 (67826) | 𐣲               | anderer Buchstabe, Silbe oder Ideogramm | rechts nach links (nicht-arabisch) | HATRAN LETTER QOPH        | Hatra-Buchstabe Qoph        |
| U+108F4 (67828) | 𐣴               | anderer Buchstabe, Silbe oder Ideogramm | rechts nach links (nicht-arabisch) | HATRAN LETTER SHIN        | Hatra-Buchstabe Shin        |
| U+108F5 (67829) | 𐣵               | anderer Buchstabe, Silbe oder Ideogramm | rechts nach links (nicht-arabisch) | HATRAN LETTER TAW         | Hatra-Buchstabe Taw         |
| U+108FB (67835) | 𐣻               | anderes Zahlzeichen                     | rechts nach links (nicht-arabisch) | HATRAN NUMBER ONE         | Hatra-Zahl Eins             |
| U+108FC (67836) | 𐣼               | anderes Zahlzeichen                     | rechts nach links (nicht-arabisch) | HATRAN NUMBER FIVE        | Hatra-Zahl Fünf             |
| U+108FD (67837) | 𐣽               | anderes Zahlzeichen                     | rechts nach links (nicht-arabisch) | HATRAN NUMBER TEN         | Hatra-Zahl Zehn             |
| U+108FE (67838) | 𐣾               | anderes Zahlzeichen                     | rechts nach links (nicht-arabisch) | HATRAN NUMBER TWENTY      | Hatra-Zahl Zwanzig          |
| U+108FF (67839) | 𐣿               | anderes Zahlzeichen                     | rechts nach links (nicht-arabisch) | HATRAN NUMBER ONE HUNDRED | Hatra-Zahl Einhundert       |